# Maculigilia maculata
Maculigilia maculata är en blågullsväxtart som först beskrevs av Samuel Bonsall Parish, och fick sitt nu gällande namn av V. Grant. Maculigilia maculata ingår i släktet Maculigilia och familjen blågullsväxter. Inga underarter finns listade i Catalogue of Life.